# SRC総合労務センター
SRC総合労務センターは、静岡県静岡市葵区に事務所がある社会保険労務士事務所である。SRCグループのひとつ。事務所名は「Success Road Center 」の頭文字に由来する。
SRC総合労務センターと共に設立している静岡総合労務センターについても本項で記述する。

## 事務所概要
1990年4月、静岡県静岡市に社会保険労務士事務所・行政書士事務所として立ち上げる。これと並行し中小企業者の共同社会を基盤とした中小企業の総合的な発展と会員の事業所に使用される社員・従業員の福祉の増進にを目的として静岡総合労務センターを設立。1992年には厚生労働省より労働保険事務組合としての認可も受けている。社会保険労務士系の労働保険事務組合として、社会保険と労働保険の一体的に処理する総合サービスを売りにしている。
また、この他にも一人親方団体として建設業と運送業の団体を有している。政府管掌の労災保険制度から適用除外されている個人事業主が労働者と同様の労災保険に加入（労災保険ではこれを「特別加入」という）できるよう設立した団体である。

## SRCグループ
- 静岡総合労務センター（労働保険事務組合　静岡総合労務センター）
- 静岡総合労務センター　一人親方共済会
- 静岡総合労務センター　運送業一人親方共済会